# ヴイストン
ヴイストン株式会社（Vstone Co.,Ltd.）は、電子機器・学習用教材等の製造や販売を行っている産学ベンチャー企業である。二足歩行ロボットの販売で有名。

## 概要
ヴイストンは当時和歌山大学システム工学部教授であった石黒浩の技術特許を事業化する目的で日本LSIカード、システクアカザワ、島屋ビジネスインキュベータらの出資で設立された。当初はセンサー技術を中心としていたが現在はロボット関連技術を中心としている。
- 本社：大阪市西淀川区御幣島2-15-28
- 設立：2000年8月4日
- 資本金：5,000万円
- 代表者：大和信夫

## 製品
- Sota (ロボット) - NTT、NTTデータ等との共同開発
  - Kibiro - Sotaをベースとしたロボット
- CommU（コミュー） - ヒト型コミュニケーションの子供ロボットで、大阪大学と共同開発